# Рупия Французской Индии
Рупия Французской Индии (фр. Rupie) — денежная единица Французской Индии до 1954 года. Была равна индийской рупии, которая выпускалась правительством Британской Индии. До 1875 года выпускалась в виде монет. Первоначально рупия = 8 фанон (фр. fanon). С 1871 года начали выпускаться банкноты, которые были распространены наряду с монетами, выпущенными Британской Индией.

## Монеты

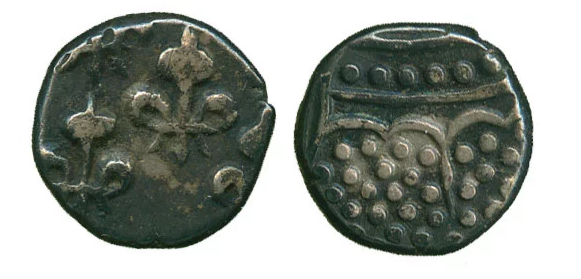
Серебряный фанон французской Ост-Индской компании. Пондишери, XVIII век

Монеты чеканились в городах Аркот, Пудучерри и Сурат.
Чеканились на монетном дворе в Аркоте от имени Шах Алама II. Чеканились: серебряные монеты — в 1/4, 1/2 и 1 рупию. Вес рупии было около 11,4 граммов. По исламскому календарю, монеты чеканились в 1177—1233 годах (примерно 1763—1817 годы).
Монетный двор в Пудучерри выпускал монеты с 1720 по 1837 годы. Чеканились: бронзовые монеты в касу, дуду и фанонах, серебряные — в 1/2, 1 и 2 фанон. С 1830 по 1848 годы чеканились золотые монеты в 1 пагоду.

## Таблица валютных курсов (1843)
| Пагода | Рупия | Фанон | Кэш (касу) | Франк |
| ------ | ----- | ----- | ---------- | ----- |
| 1      | 3,5   | 28    | 560        | 8,40  |
|        | 1     | 8     | 160        | 2,40  |
|        |       | 1     | 20         | 0,30  |
|        |       |       | 1          | 0,015 |